# Sigma Capricorni
Sigma Capricorni (7 Capricorni) é uma estrela na direção da constelação de Capricornus. Possui uma ascensão reta de 20h 19m 23.60s e uma declinação de −19° 07′ 06.6″. Sua magnitude aparente é igual a 5.28. Considerando sua distância de 697 anos-luz em relação à Terra, sua magnitude absoluta é igual a −1.37. Pertence à classe espectral K2III.